# Referendum o přistoupení České republiky k Evropské unii

Česko a EU před jeho vstupem v roce 2004

Referendum o přistoupení České republiky k Evropské unii proběhlo 13. a 14. června 2003. Přes 77 % hlasujících (41,73 % ze všech oprávněných voličů) členství podpořilo, Česko tak do EU vstoupilo 1. května 2004. Referenda se zúčastnilo 55,21 % oprávněných voličů.
Pro toto referendum byl vydán speciální ad hoc ústavní zákon č. 515/2002 Sb. Výsledek referenda byl pro státní moc závazný jen v případě pozitivního výsledku. Dodnes jde o jediné celostátní referendum v historii Česka.

## Kampaň
Na kampaň bylo vyčleněno rekordních 200 milionů Kč (vč. DPH) ze státního rozpočtu , pro kontext - zákon 247/1995 Sb. ukládá soukromým politickým stranám limit výdajů 90 milionů (vč. DPH) na jednotlivé celostátní kampaně. Oficiálním propagovaným logem referenda pro odsouhlasení členství ČR v Evropské unii bylo ANO složené ze žlutých hvězdiček. Průzkumy veřejného mínění odhadovaly výsledky pro vstup do EU mezi 63 % a 70 %; takto by hlasovali převážně mladší, výše vzdělaní obyvatelé s vyššími příjmy.

## Výsledky

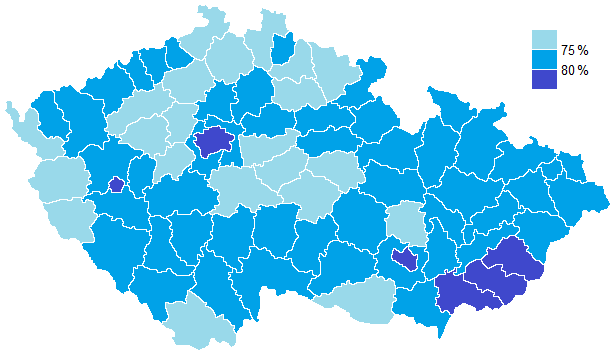
Hlasy pro vstup podle okresů

Otázka zněla: „Souhlasíte s tím, aby se Česká republika stala podle smlouvy o přistoupení České republiky k Evropské unii členským státem Evropské unie?“
| Odpověď            | Hlasy     | %     |
| ------------------ | --------- | ----- |
| Ano                | 3 446 758 | 77,33 |
| Ne                 | 1 010 448 | 22,67 |
| Celkem             | 4 457 206 | 100   |
| Neplatné           | 103 193   | –     |
| Celkem odevzdaných | 4 560 399 | –     |
| Voliči v seznamu   | 8 259 525 | –     |
| Účast              | Účast     | 55,21 |

Výsledky referenda potvrdil prezident Václav Klaus 10. července 2003.
Referenda o vstupu do Evropské unie se konala také v dalších zemích. V Maďarsku se referenda 12. dubna 2003 účastnilo 45 % voličů a pro vstup jich hlasovalo téměř 84 %. Na Slovensku 16. a 17. května 2003 hlasovalo přes 52 % voličů a 92 % z nich vstup do unie schválilo. Polských voličů přišlo k referendu 7. a 8. června 2003 téměř 59 % a 77 % z nich se vyjádřilo pro vstup.